# María de la Purificación de la Aldea y Ruiz de Castañeda
María de la Purificación de la Aldea y Ruiz de Castañeda   (Madrid, 10 d'agost de 1889 - Barcelona, 17 de juny de 1976) coneguda simplement com a Pura de la Aldea, fou una de les primeres llevadores i infermeres col·legiades de Madrid. Oficiala de presons per oposició durant la Segona República Espanyola i Cap de Serveis de la Presó de Ventas en el període de la Guerra Civil, militava al PCE. El 1939 fou inhabilitada i sotmesa a consell de guerra sumaríssim. Va complir la condemna en diverses presons, entre les quals la Presó de Dones de les Corts de Barcelona. Participà en la reconstrucció del PSUC.

## Biografia
Nascuda a Madrid, filla de Federico i Purificación, va cursar estudis a la Universitat Central. Va obtenir el títol de practicant el 14 de juliol de 1923 i el de llevadora 4 de juny de 1924. El 1930 figurava inscrita al Col·legi Oficial de Llevadores amb el núm. 20.
L'any 1931, essent Victòria Kent directora general de Presons, es va iniciar la reforma del sistema penitenciari espanyol amb la finalitat de modernitzar-lo i donar un tracte més humanitari als interns, augmentant el pressupost per a l'alimentació, suprimint tortures, humiliacions i pràctiques degradants com l'ús de cadenes i grillons. Es va crear la Secció Femenina Auxiliar del Cos de Presons i es van presentar 529 aspirants a la primera oposició. Pura de la Aldea en va treure el número 5 i va ocupar una plaça de funcionària a la Presó de dones de Ventas des de la seva inauguració fins als inícis de la Guerra Civil i en fou nomenada cap de serveis. La derrota del bàndol republicà va precipitar la seva detenció i destitució absoluta, passant "de carcellera a presonera" com va dir l'historiador Fernándo Hernández Holgado.
Sotmesa a consell de guerra sumaríssim d'urgència l'1 de maig de 1939, fou acusada d'adhesión a la rebelión con agravantes que incloïen la seva pertinença al PCE i als Amics de la Unió Soviètica, la suposada duresa en el tracte a les internes d'ideologia dretana, i el fet, inherent al seu càrrec, de portar pistola. Fou condemnada inicialment a la pena de mort, commutada a cadena perpètua, amb inhabilitació total (publicada al BOE del 7 d'agost de 1939).
Va complir part de la condemna a la mateixa Presó de Ventas on havia estat funcionària. Allà va viure de prop la tragèdia quotidiana dels afusellaments, entre els quals la saca de las Tretze Roses. Va coincidir amb Trinidad Gallego Prieto, Catalina Mayoral Arroyo i altres infermeres i llevadores, que com ella va intentar atendre i ajudar les preses més vulnerables, sobretot les mares amb nadons i les menors d'edat.
Posteriorment formà part del contingent de preses madrilenyes traslladades a la presó de les Oblates de Tarragona. El 18 de març de 1943 fou traslladada a la Presó de Dones de les Corts de Barcelona, on també es va distingir per la seva capacitat d'organització i ajuda sanitària, esdevenint una presa respectada i admirada fins i tot per les monges i guardianes. A Les Corts va coincidir amb preses emblemàtiques com ara Adelaida Abarca Izquierdo, Maria del Carmen Cuesta Rodríguez, Enriqueta Gallinant Roman o Tomasa Cuevas Gutiérrez.
Va obtenir la llibertat condicional l'11 de juliol de 1944, segons consta a la seva fitxa penitenciària, i va continuar militant a la clandestinitat. El 1958, amb seixanta-nou anys, tenia encara una causa oberta per la seva col·laboració en la reconstrucció del PSUC.

## Memòria històrica
A inicis dels anys setanta, la militant comunista, ex-presa i ex-exiliada Tomasa Cuevas Gutiérrez va recórrer Espanya seguint el rastre d'antigues companyes de captiveri, va recopilar llurs memòries i va deixar escrita una valuosa trilogia que fou publicada els anys 1985 i 1986 i posteriorment reeditada el 2004 en un sol volum de més de 900 pàgines titulat Testimonios de mujeres en las cárceles Franquistas. El capítol 14, «La funcionaria de Prisiones», està dedicat a Pura de la Aldea i fa palès l'agraïment de les dones que la van conèixer. També explica que l'any 1969 Pura tenia vuitanta anys, estava en llibertat i compartia pis a Barcelona amb la seva companya de captiveri Maria Enriqueta Montoro Bravo; totes dues havien estat condemnades a l'ostracisme laboral i havien sobreviscut en condicions modestes cosint a domicili. Tomasa Cuevas narra la seva trobada i com li va fer arribar una carta personal de Dolores Ibárruri, amb un fermall de regal, en record de l'amistat i la militància que les havia unit durant la República.